# 潘迪氏试验
潘迪试验 （Pandy's test，Pandy's reaction，潘氏试验，潘迪试验）属于脑脊液（CSF）检验项目，用于检测脑脊液当中蛋白质（主要是球蛋白）的增高。该试验是以1910年建立它的匈牙利神经病学家Pándy Kálmán (1868–1945) 的名字命名的。

## 原理
饱和苯酚水溶液可使蛋白质（包括球蛋白和白蛋白）发生沉淀。潘迪氏试验所采用的试剂为苯酚（石炭酸晶体溶解于水中）、苯三酚或甲酚。常常又称为潘氏试剂（Pandy's reagent）或潘氏溶液（Pandy's solution）。

## 操作方法
将一滴CSF标本（采用腰穿法采集）滴于大约1ml潘氏溶液当中。外观变为混浊表示CSF当中的球蛋白增多，并判定为潘氏试验阳性。正常成人CSF的潘氏试验为阴性，并不出现混浊沉淀。

## 反应与结果
脑脊液当中的蛋白质通常为白蛋白和球蛋白，且二者的比例约为8:1。脑脊液当中蛋白质浓度的升高对神经疾病具有诊断价值。
正常脑脊液为无色清澈透明的液体。潘氏反应可使CSF变为半透明或不透明

### 阳性试验
阳性时可见由沉淀的蛋白质所形成的青白色云雾状混浊。其浊度取决于CSF之中蛋白质的量。可以是“轻微混浊”（CSF蛋白质轻度至中度增高时）直至“浓稠奶状沉淀”（CSF蛋白质含量很高时）。
潘氏反应阳性可能表示存在下列一种或多种疾病：
- 糖尿病
- 脑肿瘤（脑膜瘤，听神经瘤，室管膜瘤）
- 封装脑脓肿
- 脊髓肿瘤
- 多发性硬化症
- 急性化脓性脑膜炎
- 肉芽肿性脑膜炎
- 癌性脑膜炎
- 梅毒（蛋白可能是正常的，如果长期）
- 格林 - 巴利综合征[感染性多发性神经炎]（5-7天后蛋白上升）
- 库欣氏症
- 结缔组织病
- 尿毒症
- 粘液性水肿
- 脑出血

### 阴性试验
未见云雾状混浊，即表示CSF标本当中的蛋白质含量正常。
注意，在几种病理状态下，如病毒性中枢神经系统感染、脑干胶质瘤以及缺血性脑血管意外，CSF蛋白质亦可正常。